# 埃及第二十六王朝
埃及第二十六王朝，或称塞易斯王朝，是最后一个埃及本土王朝。亚述人入侵埃及之后，把埃及交给了普萨美提克一世统治，在亚述发生战乱时，他于是就把他对亚述的关系消除，雇佣来自希腊的雇佣军抵抗亚述。在亚述沦陷之后，他和他的后继者尝试重新建立埃及在西亚的霸权，但被在尼布甲尼撒二世统治下的新巴比伦帝国赶走。有了希腊雇佣兵的帮助，阿普里伊成功抵挡了巴比伦的攻击，但是雅赫摩斯二世在起义中把他推翻。最后，埃及在公元前525年被波斯占领，持續2500年的古埃及滅亡，但在異族統治下文化影響力還能持續到羅馬時代。

## 历任法老
- 普萨美提克一世
- 尼科二世
- 普萨美提克二世
- 阿普里伊
- 雅赫摩斯二世
- 普萨美提克三世[1]